# Марі-Возармаш
Марі́-Возарма́ш (рос. Мари-Возармаш, марій. Марий Озармаш) — присілок у складі Марі-Турецького району Марій Ел, Росія. Входить до складу Марі-Турецького міського поселення.

## Населення
Населення — 218 осіб (2010; 199 у 2002).
Національний склад (станом на 2002 рік):
- марійці — 67 %
- росіяни — 31 %